# Judith Davidson Chafee

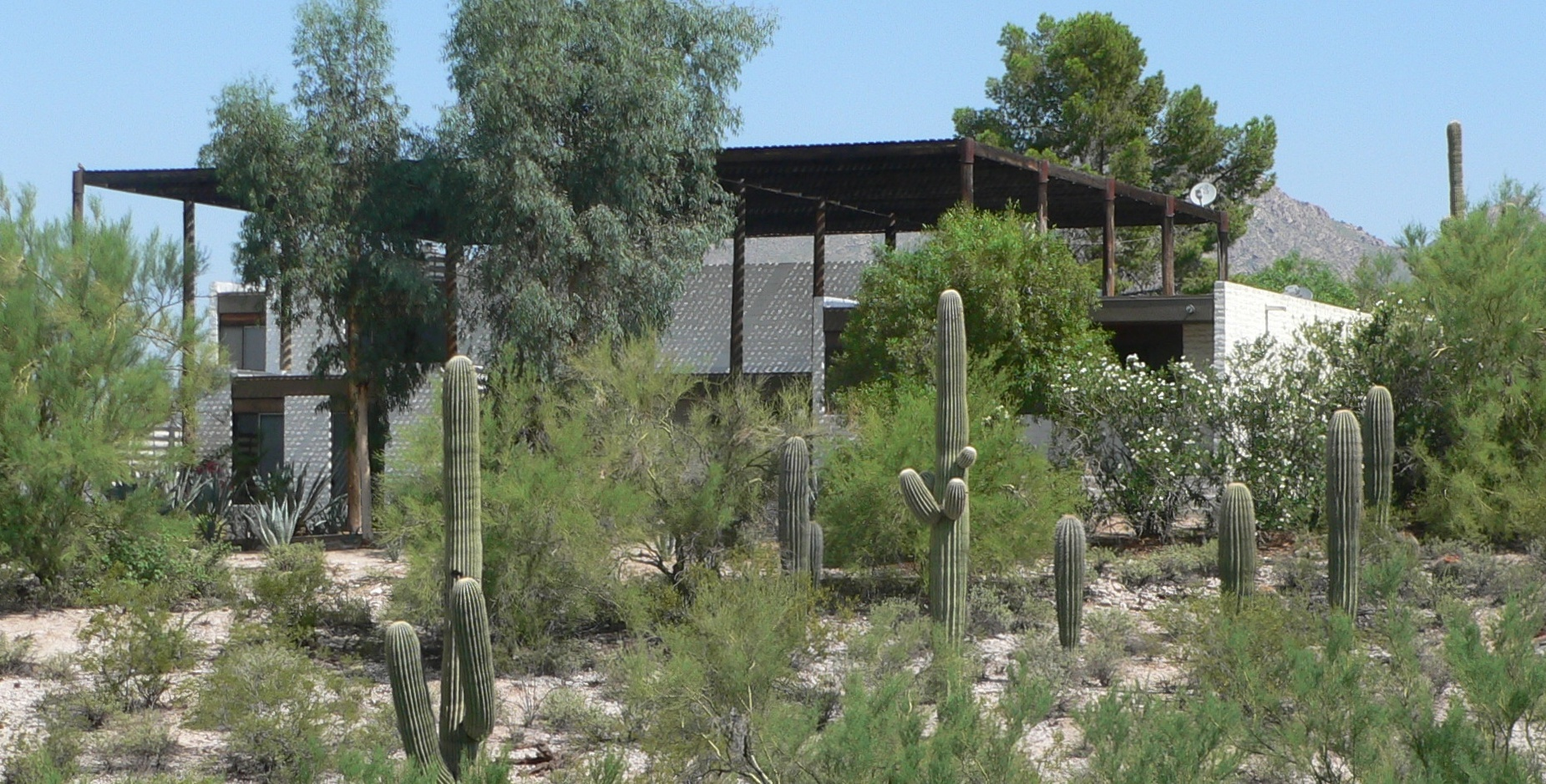
Casa de Ramada, obra de Judith Davidson Chafee.

Judith Davidson Chafee (Chicago, Estats Units, 1932-1998) va ser una arquitecta nord-americana coneguda pel seu treball en edificis residencials a Arizona i per la seva docència en arquitectura a la Universitat d'Arizona. Va ser la primera dona d'Arizona a ser nomenada sòcia de l'Institut Americà d'Arquitectes.

## Biografia
Chafee va néixer a Chicago en 1932. La seva mare, Christina Chafee, tenia estudis d'arqueologia i antropologia i el seu pare biològic va morir abans del seu naixement. La família es va traslladar a Tucson, Arizona.
Chafee va ser educada en moltes institucions. Va estar en un col·legi a Chicago a la fi dels anys quaranta, va obtenir un grau d'arts visuals en el Col·legi Bennington en 1954 i va ser part de la Universitat Yale com l'única dona en la carrera d'arquitectura.

## Obres
La majoria dels seus treballs es troben a Arizona. La Casa de Ramada en Tucson és un edifici residencial nomenat en el Registre Nacional de Llocs Històrics. L'estructura consta de cambres privades i àrees públiques.